# John Denvir
John Denvir - Frenk, novozelandski partizanski komandant NOV in POS, * 5. maj 1913, Glasgow, Škotska, † 10. marec 1973, Blenheim, Nova Zelandija.

## Življenjepis
Po začerku 2. svetovne vojne je bil desetnik v 2. novozelandski diviziji; aprila 1941 je bil ranjen in zajet v spopadu z Nemci pri korintskem prekopu in odpeljan v nemško taborišče za vojne ujetnike v Mariboru. Decembra 1941 je skupaj še z dvema ujetnikoma pobegnil; ljubljanski železničarji so ga po zvezah Osvobodilne fronte poslali v partizane v Polhograjsko hribovje. Po prihodu v partizane je bil najprej mitraljezec v Šercerjevem bataljonu Notranjskega odreda in 1. bataljonu  Krimskega odreda, od oktobra 1942 pa Šercerjevi brigadi. V njej je bil od julija 1943 namestnik, nato od avgusta 1943 komandant 2. bataljona. Bil je večkrat ranjen. Oktobra 1943 je dobil čin poročnika NOVJ; 1944 se je vrnil domov na Novo Zelandijo. Za udeležbo v narodnoosvobodilni borbi je prejel partizansko spomenico 1941 in čin častnega majorja Jugoslovanske ljudske armade.